# Eurytoma indi
Eurytoma indi är en stekelart som beskrevs av Ayyar 1920. Eurytoma indi ingår i släktet Eurytoma och familjen kragglanssteklar. Inga underarter finns listade i Catalogue of Life.